# Sarax mediterraneus
Sarax mediterraneus är en spindeldjursart som beskrevs av Delle Cave 1986. Sarax mediterraneus ingår i släktet Sarax och familjen Charinidae. Inga underarter finns listade i Catalogue of Life.